# Knut Wiggen
Knut Wiggen, född 13 juni 1927 i Buvika i Trondheim, Norge, död 10 september 2016, var en norsk-svensk kompositör, ordförande för Fylkingen mellan 1959 och 1969 och EMS direktör mellan 1964 och 1975. Knut Wiggen hade ett mycket stort inflytande på den svenska experimentella musiken under främst 1950- och 60-talet.

## Biografi
År 1955 bosatte han sig i Stockholm. Tidigare hade han studerat piano i bland annat Darmstadt där han kommit i kontakt både med Darmstadtskolan och med Pierre Schaeffer. 1959, när han blev vald till ordförande för Fylkingen, började han söka efter att skapa nya kontakter mellan konst, musik och teknik, bland annat tillsammans med Moderna Museet där Pontus Hultén precis tillträtt som chef. 
År 1960 startade han en liten elektroakustisk studio i ABFs lokaler i Stockholm där bland andra Gottfried Michael Koenig, György Ligeti och Iannis Xenakis kom att hålla kurser i komposition där exempelvis Lars-Gunnar Bodin och Bengt Emil Johnson fanns bland åhörarna.
År 1962 startades stiftelsen Stockholmsstudion för elektronisk musik som var ett första utkast till en elektronmusikstudio som Wiggen tillsammans med civilingenjören Tage Westlund började bygga redan samma år, den studio som skulle få namnet Elektronmusikstudion EMS. Två år senare tog Sveriges Radio över utvecklingsarbetet av studion under ledning av Wiggen, och 1967 stod så studion klar att tas i bruk. Wiggen ledde arbetet på EMS fram till 1975.
Wiggen hävdade bland annat att "elektronmusikens största utmaning är att gestalta naturromantiska tillstånd".
Tillsammans med amerikanen David Fahrland skapade Wiggen ljudstyrningsprogrammet MUSICBOX att användas vid komposition av elektronisk musik. Det finns idag bara fem bevarade originalkompositioner av Knut Wiggen som han skapade med MUSICBOX under åren 1972 till 1975. På grund av konflikter slutade Wiggen på EMS 1975 och flyttade tillbaka till Norge dit han tog med sig all dokumentation av MUSICBOX.
Under 1990-talet har Wiggen kommit med utsagor om att kompositions-mjukvaran MAX hämtat idéer från MUSICBOX.
Knut Wiggen var gift med Aina Karine Wiggen till 1952 och 1962–1967 med konstnären Ulla Wiggen (f. 1942).